# Baidu
Baidu (кит.: 百度 (Bǎidù), Байду, NASDAQ: BIDU) — лідер серед китайських пошукових систем. За кількістю запитів пошуковий сайт «Байду» займає 3 місце у світі (3 млрд 428 млн; з часткою в глобальному пошуку 5,2%). Із запуском японської версії впевнено обігнав Bing.
Baidu також має онлайн-енциклопедію — «Енциклопедію Байду», котра обігнала Китайську Вікіпедію.
В індексі Байду міститься понад 740 млн веб-сторінок, 80 млн зображень і 10 млн медіафайлів.

## Зламування12 січня2010року
Зранку 12 січня 2010 року сайт був підданий атаці хакерів із «Іранської кіберармії» (Iranian Cyber Army). Зловмисники змінили DNS записи і перенаправили трафік на інший сайт.

## Байдупедія
20 квітня 2006 року провідний китайський пошуковик baidu.com заявив про запуск альтернативного проекту — «Байдупедії» (百度百科 — Байду байке). Вже через три тижні вона обігнала китайську Вікіпедію за кількістю статей.
У цей час (липень 2011) Байдупедія містить більше, ніж 3 500 000 статей (у англійській вікіпедії — 3.7 млн), це майже вдесятеро більше, ніж у китайській. Правки, що вносяться до Байдупедії, видні не відразу, а проходять через модераторів і, можливо, цензорів. У ній немає статей про Фалуньгун або незалежність Тайваню(англ.). В той же час, у Байдупедії є стаття про Вікіпедію, в котрій Вікіпедія описується в нейтрально-позитивному ключі. Довгий час в ній містилася інформація про її блокування в КНР, і навіть давались посилання на дзеркала Вікіпедії, за котрими можна було зайти на її головну сторінку. Через деякий час посилання на дзеркала були прибрані, було залишено тільки посилання на офіційну головну сторінку http://zh.wikipedia.org/(кит.), за котрим, проте, з Китаю зайти у Вікіпедію до зняття блокування не можна було. Інтерфейс зроблений максимально зручним для користувачів з Китаю.